# Iwankowo (sielsowiet Krzywicze)
Iwankowo – dawny folwark. Tereny na których był położony, leżą obecnie na Białorusi, w obwodzie mińskim, w rejonie miadzielskim, w sielsowiecie Krzywicze.
Inna nazwa miejscowości to Iwańkowo.

## Historia
W czasach zaborów w granicach Imperium Rosyjskiego.
W latach 1921–1945 zaścianek a następnie folwark leżał w Polsce, w województwie nowogródzkim (od 1926 w województwie wileńskim), w powiecie duniłowickim (od 1926 w powiecie wilejskim), w gminie Budsław.
Według Powszechnego Spisu Ludności z 1921 roku zamieszkiwało wieś 20 osób, 16 były wyznania rzymskokatolickiego a 4 prawosławnego. Jednocześnie wszyscy mieszkańcy zadeklarowali białoruską przynależność narodową. Były tu 4 budynki mieszkalne. W 1931 w 3 domach zamieszkiwało 21 osób.
Miejscowość należała do parafii rzymskokatolickiej w Budsławiu. Podlegała pod Sąd Grodzki w Krzywiczach i Okręgowy w Wilnie; właściwy urząd pocztowy mieścił się w Budsławiu.